# 聖佩德羅德皮拉斯區

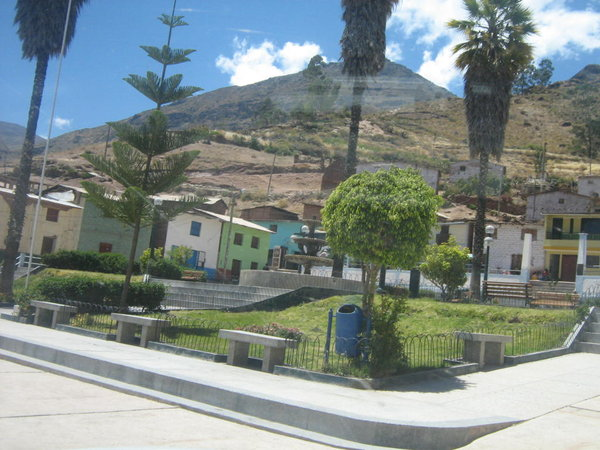

12°27′16″S 76°13′36″W / 12.4545°S 76.2266°W
聖佩德羅德皮拉斯區（西班牙語：Distrito de San Pedro de Pilas），是秘魯的一個區，位於該國中南部利馬大區的堯約斯省，始建於1957年10月11日，面積97.4平方公里，海拔高度2,656米，2005年人口453，人口密度每平方公里4.7人。